# アナスタシオ・ブスタマンテ

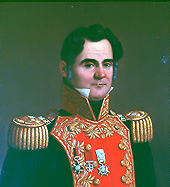
アナスタシオ・ブスタマンテ

アナスタシオ・ブスタマンテ・イ・オセゲラ(Anastasio Bustamante y Oseguera、1780年7月27日–1853年2月6日）は、メキシコの軍人、政治家。1830年-1832年、1837年-1839年、1839年-1841年の3度にわたりメキシコの大統領を務めた。当時の保守派を代表する政治家である。

## 前半生
ブスタマンテは1780年7月27日、メキシコのヒキルパンにて生まれた。ブスタマンテの父であるホセ・マリアはコリマ火山からグアダラハラまで雪を運ぶ運送業者だったが、息子であるブスタマンテによい教育を与えることができた。彼はメキシコシティで医学を修めると、サンルイスポトシのサン・ファン・デ・ディオス病院の院長となった。
1808年、ブスタマンテは国王軍に騎兵士官として入隊し、フェリックス・マリア・カリェハの指揮下に入った。1810年にミゲル・イダルゴの反乱が起きるとブスタマンテはカリェハの元で王党派として戦った。独立戦争の時には、彼は大佐に昇進していた。
1821年3月19日、友人であるアグスティン・デ・イトゥルビデがグアナフアト州パントハでメキシコの独立宣言を行った時、ブスタマンテもそれに協力した。メキシコ帝国が崩壊するとブスタマンテは連邦派に属したが、アカプルコにて投獄された。しかし、当時のグアダルーペ・ビクトリア大統領によって釈放された。

## 大統領第1期（1830-1832）
1828年12月、ビセンテ・ゲレーロ大統領の下で、ブスタマンテは副大統領に推され、1829年4月1日に就任した。しかしまもなくゲレーロとブスタマンテは対立を深め、同年12月4日にブスタマンテはアントニオ・ロペス・デ・サンタ・アナの支援の下反乱を起こして（ハラパ事変）ゲレーロを追放し、1830年1月1日にブスタマンテは大統領に就任した。
大統領に就任すると、ブスタマンテは保守派の支援の下政敵の自由派を次々と投獄し、秘密警察を使って言論を弾圧した。また、前大統領ビセンテ・ゲレーロをわなにかけ、1831年1月15日に逮捕し、2月14日には銃殺刑に処した。この暴政にハリスコ州、テキサス州、サカテカス州などで緊張が高まり、1832年にはかつてブスタマンテの就任を助けたサンタ・アナと、ゲレーロに追い落とされた正当な大統領選挙の勝者であるマヌエル・ゴメス・ペドラサがベラクルスで反乱を起こした。これを迎え撃ったブスタマンテはプエブラ近郊でサンタアナに敗北し、三者協議の結果ペドラサが大統領に復帰することとなり
、ブスタマンテは1833年にフランスへ亡命した。

## 大統領第2期（1837-1839）
1836年12月、テキサス独立戦争が起こるとブスタマンテは当時のホセ・フスト・コロ大統領から呼び戻された。保守派が多数を占めていた国会では保守色の強い1836年憲法が採択され、その下でブスタマンテは1837年4月17日、再び大統領に選出された。しかし、戦争によって財政は困窮し、各地で反乱も起きている情勢下でブスタマンテにできることは多くなかった。1838年には、フランス人菓子職人などの訴えにより、度重なる内戦で被害を受けたフランス人への賠償を求めてフランス艦隊が宣戦を布告し、サン・ファン・デ・ウルーアを砲撃しベラクルスを占拠した。きっかけが店を略奪された菓子職人だったため、この戦争は菓子戦争と呼ばれる
。さらにグアテマラの将軍ミゲル・グティエレスが南部のチアパス州に侵略を仕掛けてきていた。1839年3月20日、ブスタマンテはタマウリパス州でホセ・デ・ウレアが起こしていた反乱に対するため一時的に大統領の座を退いた。その後、サンタアナとニコラス・ブラボが短い間政権の座に就いた。

## 大統領第3期（1839-1841）
1839年7月9日、ブスタマンテはみたび政権の座に就いた。この時期、ユカタンとベリーズとの間の国境が確定した。1840年7月15日、ホセ・デ・ウレアは刑務所から脱出し、大統領宮殿のブスタマンテを急襲した。ブスタマンテは抵抗したが、脱出を余儀なくされた。しかし、彼は政権を放棄しなかった。この時期、反乱がユカタンで勃発した。1841年になると、サンタアナとベラクルス州およびハリスコ州の軍司令官がブスタマンテに対する新たな反乱を開始した。ブスタマンテは1841年9月2日、フランシスコ・ハビエル・エチェベリアに政権を渡し、退陣した。

## 後半生
その後、ブスタマンテは再びイタリア及びフランスに亡命した。1845年に米墨戦争がはじまると彼は帰国し、1846年には国会議長となった。同年、彼はカリフォルニアへの遠征を企てたが、補給不足のため実現しなかった。彼は1853年、余生を送っていたサン・ミゲル・デ・アジェンデで亡くなった。彼の心臓はメキシコシティのSan Felipe de Jesús聖堂に、イトゥルビデの遺灰の隣に埋葬された。